# Irské tance

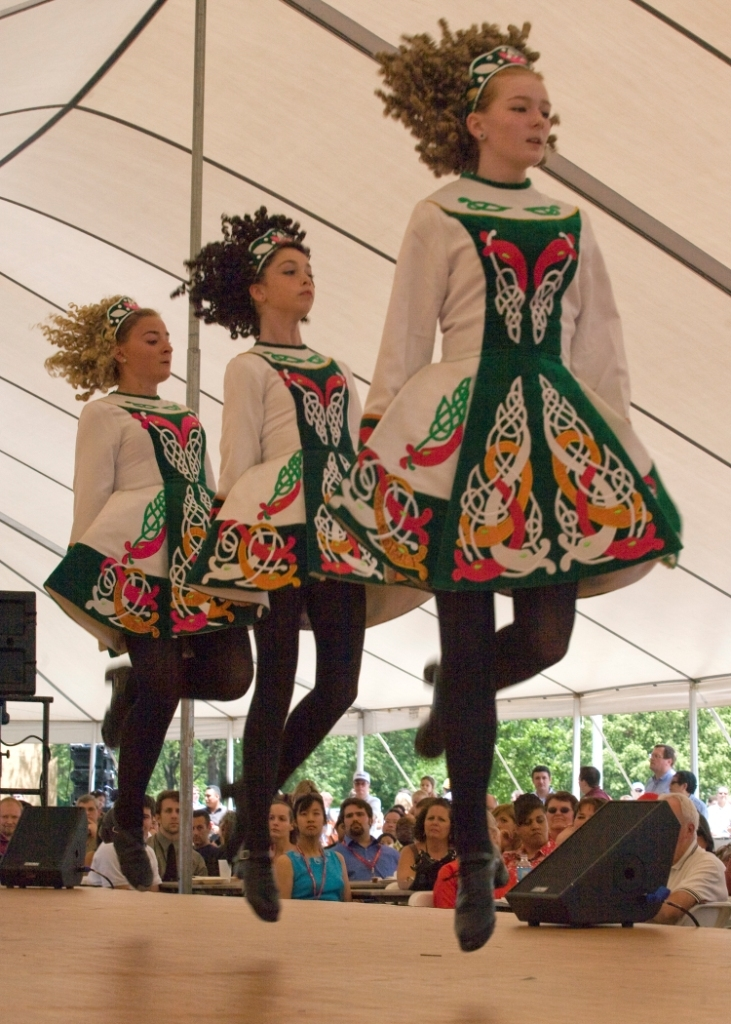

Pod pojmem irské tance rozumíme skupinu tradičních tanečních forem pocházejících z Irska, které lze rozdělit na step dancing, seán nos a ceilí.
Společenské irské tance se dále dělí na céilí tance a setové tance neboli sety. Irské sety se tančí v různých uspořádáních. Ceilí se tančí v nejrůznějších formacích složených ze dvou až šestnácti tanečníků. Oba druhy společenského tance se dále liší stylem a technikou tance. Společenské irské tance představují živou tradici. Některé tance jsou napříč taneční komunitou k vidění v mnoha obměnách a není výjimkou tance upravovat či vytvářet zcela nové.
Pro moderní step dancing, který v roce 1994 proslavila světoznámá show Riverdance, je charakteristický rychlý pohyb nohou v kontrastu s kontrolovaným držením trupu a nehybnými pažemi. Do této kategorie spadá především soutěžní irský tanec a show tance.
Na soutěžích v irském tanci je nejčastěji k vidění sólový moderní step dancing, ale existují například i soutěže v ceilí tancích. Pro soutěžní tanec je typické kontrolované, nikoli však strnulé, držení trupu, napnuté, u těla držené paže a rychlé a precizní pohyby nohou. Tančí se v měkkých botách ("soft shoes") nebo tvrdých (stepových) botách ("hard shoes").
Je pravděpodobné, že irské taneční tradice vznikaly ruku v ruce s tradiční irskou hudbou. Počátky irského tance jsou nejasné, víme ale, že byl později ovlivněn tanečními formami z kontinentální Evropy, především čtverylkou. Taneční mistři cestovali a vyučovali po celém Irsku až do počátku devatenáctého století. Soutěžím a veselkám nebyl v té době nikdy vyhrazen velký prostor, takže taneční mistři měli pro svá vystoupení málo místa. Tančili tedy na stolech nebo dokonce na sudech. To mělo za následek vznik značně svázaných tanečních stylů bez přesunů po taneční ploše a bez pohybu paží, které tanečník držel napnuté u těla. Později přestal prostor být problémem a irské taneční styly na to reagovaly zapojením větších pohybů a přesunů po pódiu, jak můžeme vidět například ve zmíněné show Riverdance.

## Céilí tance

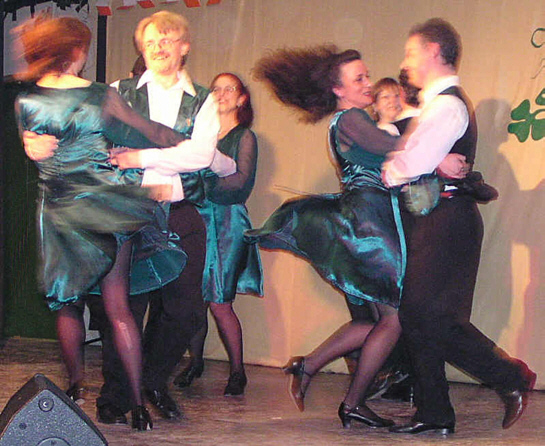
Céilí, Siege of Ennis

Céilí /ˈkeɪli/ tance jsou v Irsku i po světě k vidění v mnoha, často od sebe dosti odlišných, variacích. Počet tanečníků potřebných pro různé tance je od pouhých dvou až po šestnáct. Některé tance je možné tančit jako postupové v kruhu nebo dlouhém zástupu tvořeném teoreticky neomezeným počtem párů (takovými tanci jsou například The Walls of Limerick, The Waves of Tory, Haymakers Jig, An Rince Mór, nebo Bonfire Dance). Céilí tance se často tančí v rychlém tempu a některé jsou poměrně složité (například Antrim Reel nebo Morris Reel). Na společenských akcích se můžeme setkat s „vyvoláváním“, kdy určená osoba v průběhu tance ohlašuje bezprostředně následující kroky nebo figury, aby si mohli zatančit i ti, kteří tanec dobře neznají. Céilí se nejčastěji tančí za doprovodu tradičních nástrojů – bodhrán (irský buben), fiddle (irské housle), whistle (kovová píšťala) nebo koncertina (šestihranná tahací harmonika) – spolu s dalšími nástroji (např. běžná tahací harmonika, kytara, příčná flétna).
Označení céilí tanec pochází z 19. století, kdy ho zavedla Gaelská liga. Podstatné jméno céilí označuje společenskou událost s irskou hudbou a tancem, jako přídavné jméno pak specifikuje typ tance. Na některých céilithe (množné číslo slova céilí) se tančí jen céilí tance, na jiných jen setové tance a na některých směsice obou druhů.
Céilí tance je možné tančit i na soutěžní úrovni, přičemž soutěžní tance jsou přísnějšími a precizněji prováděnými verzemi tanců společenských. Využívá se třiceti céilí tanců, které mají standardizovanou podobu a jsou zapsány v knize Ar Rinncidhe Foirne jako typické ukázky irských lidových tanců. Z časových důvodů se na většině soutěží tančí jen krátké ukázky, ne celé tance.
Třicet oficiálních tanců z Ar Rinncidhe Foirne:
- Bonfire Dance
- The Walls of Limerick
- Harvest-Time Jig
- Four-Hand Reel
- Two-Hand Hornpipe (Siamsa Beirte)
- Duke Reel
- Fairy Reel
- An Rince Mór
- Siege of Ennis
- The Siege of Carrick
- The Rakes of Mallow
- Antrim Reel
- The Bridge of Athlone
- The Cross Reel
- Eight-Hand Jig
- Eight-Hand Reel
- The Gates of Derry
- Glencar Reel
- Haste to the Wedding
- Haymakers Jig
- Humours of Bandon
- St. Patrick's Day
- Lannigan's Ball
- Morris Reel
- High-Cauled Cap
- Sixteen-Hand Reel
- Rince Fada (dlouhý tanec)
- Trip to the Cottage
- The Waves of Tory
- The Sweets of May

## Setové tance

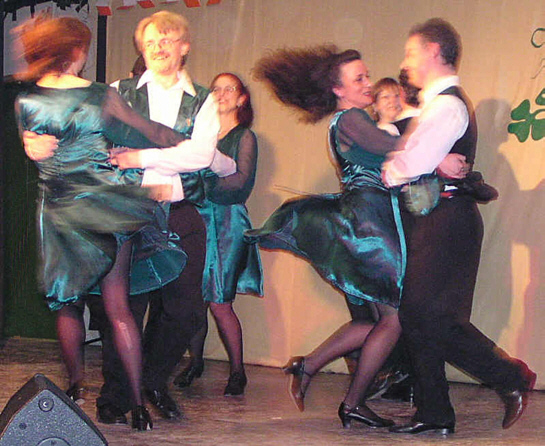
Shramore Set - Swing držením "céilí"

Irské setové tance vznikly z francouzských čtverylek, které si Irové změnili k obrazu svému pomocí irské hudby a kroků z irského tanečního stylu sean-nós. Setový tanec poznáme podle charakteristické formace tanečníků. Tančí sety čtyř párů (tedy osmi tanečníků) uspořádaných do čtverečku. Tanec se skládá z několika figur, z nichž každá má několik částí. Existují figury pro různé rytmy, nejčastěji reely, jigy, polky, hornpipy a slidy. Různé setové tance mají původ v různých částech Irska a často nesou jméno místa svého původu (například The Corofin Plain Set, The South Galway Set nebo The Clare Lancers Set).

## Step dancing
Pojem step dancing dnes nejčastěji označuje moderní formu irského tance, která se přímo vyvinula ze starého stylu step dancingu. V Irsku najdeme step dancing v několika podobách (včetně staré techniky sean-nós a starého stylu step dancingu), nicméně podobou dnes pravděpodobně nejznámější je munsterská neboli jižní forma, která je formalizovaná An Coimisiún le Rincí Gaelacha, Komisí irského tance.
Step dancing je nejčastěji k vidění při formálnějších příležitostech než irské společenské tance, například na soutěžích nebo vystoupeních pro veřejnost.

### Tance
Formy moderního step dancingu lze rozdělit do dvou hlavních kategorií podle typu taneční obuvi: tanec v měkkých botách („soft shoe dancing“) a stepový tanec v tvrdých botách („hard shoe dancing“).
V měkkých botách se tančí čtyři styly: reel, slip jig, light jig a single jig (někdy zvaný hop jig). Reely bývají ve 4/4 (případně 2/4 či 2/2) taktu, slip jigy v 9/8 taktu. Single jigy i light jigy jsou v 6/8 taktu, ale mají jiné rozložení těžkých dob. Mezi styly v tvrdých botách patří hornpipe v synkopovaném 2/4 nebo 4/4 rytmu, treble jig (známý též jako heavy jig nebo hard jig) v pomalém 6/8 rytmu, treble reel tančený na reelovou hudbu a tradiční sety, skupina tanců tančených na setovou hudbu a obsahující setové kroky. Frázování hudby k mnoha tradičním setům je nepravidelné. Mezi tradiční sety patří například St. Patrick's Day, Blackbird, Job of Journeywork, Three Sea Captains, Garden of Daisies, Jockey to the Fair nebo King of the Fairies. Existují i náročnější moderní sety, které tančí pokročilí tanečníci. Tančí se na setovou hudbu, ale nemají setové kroky.
Na soutěžích tanečník obvykle tančí od čtyř do šesti kroků, podle úrovně pokročilosti. Délka jednoho kroku je osm taktů hudby a každý krok se tančí napřed od pravé a hned poté od levé nohy. Formát setů je jiný: Tanečník obvykle nejdříve zatančí jeden krok, který trvá osm taktů hudby a hned se opakuje od druhé nohy, podobně jako u jiných tanců. Pak ale následuje set, který je šestnáct taktů dlouhý a neopakuje se.

### Boty a kostýmy
Irské taneční obuvi jsou dva druhy, zmíněné měkké boty (soft shoes) a stepové boty (hard shoes). Měkké boty se nejčastěji vyrábí z černé kůže a dámské a pánské provedení se od sebe velmi liší. Dámské měkké boty, známé jako ghillies či počeštěně ghilky, se tvarem podobají baletním piškotům. Na rozdíl od nich se ale k noze upevňují dlouhými tkaničkami, s jejichž pomocí se dá bota utahovat od prstů až po vršek nártu. Poté se tkaničky na nártu překříží, obtočí okolo chodidla a nahoře zavážou. Mezi očky na tkaničky na nártu má mnoho typů ghilek hluboké oválné výkroje, které spolu se šněrováním vytváří charakteristický estetický efekt. Pánské měkké boty se nazývají reel shoes (boys reel shoes, česky také reelky). Podobají se jazzovým botám, ale mají výrazný tvrdý podpatek. Podpatky se využívají na hlasité klikání, které je tradičně součástí mužského tance v měkkých botách.
Ještě několik generací zpátky se na soutěže běžně chodilo v „nedělním“ – každý si zkrátka vzal své nejlepší oblečení. Dnes má většina tanečních škol své kostýmy, ve kterých soutěží tanečníci nižších pokročilostí a které jsou jinak určené k vystoupením pro veřejnost. Tanečníci, kteří jsou na soutěžích úspěšní nebo mají při vystupování sólové role, si pak často pořizují kostým vlastní. Každý sólista či sólistka má jiný a jeho design a barvy záleží na preferencích tanečníka. Móda silně zdobených a vyšívaných dámských šatů, která přišla v 70. a 80. letech dvacátého století, stále přetrvává a u dívčích kostýmů je tendence k až přehnané zdobnosti dnes ještě silnější. Na soutěžích panuje také móda kudrnatých vlasů. Většina žen a dívek nosí kudrnatou paruku nebo příčesek, některé si ale vlní své vlasy. Muži a chlapci na soutěže zpravidla nosí košili, vestičku, kravatu a černé kalhoty.

### Struktura soutěží
Oficiální soutěž v step dancingu se nazývá feis ([feš], množné číslo feiseanna [fešna]). Slovo feis pochází z irštiny, kde znamená „slavnost“ (přísně vzato slavnost se soutěžemi v hudbě a řemeslech). Soutěže jsou členěny na kategorie podle věku a pokročilosti. Názvy úrovní a další organizační záležitosti se liší stát od státu a oblast od oblasti. Tanečníci jsou hodnoceni na základě techniky (práce nohou, vytočení, stoj na vysokých špičkách...), stylu (ladnost, energičnost...) a dalších parametrů, jako je frázování, rytmus nebo zvuk tvrdých bot.
Každoročním regionálním šampionátům se říká oireachtas (/oʊˈrɒktəs/). Takové soutěže pořádá každá z velkých step dancingových organizací. Největší soutěží je Světový šampionát pořádaný organizací An Coimisiún, kterého se účastní na 6 000 tanečníků z více než 30 zemí.
Oireachtas Rince Na Cruinne neboli Světový šampionát (pro tanečníky zapsané pod An Coimisiún) se poprvé konal v roce 1970 ve škole Coláiste Mhuire Dublinu. Později se šampionát začal stěhovat po Irsku a Severním Irsku. Jinde se poprvé odehrál v roce 2002, a sice ve skotském Glasgow. V roce 2009 se pak Světový šampionát poprvé konal v USA, konkrétně ve Filadelfii. V roce 2011 se konal opět v Dublinu, 2012 v Belfastu a 2013 v Bostonu. Šampionáty pro roky 2014 – 16 jsou vypsány do Londýna, Montréalu a Glasgow (v tomto pořadí). Glasgowský šampionát z roku 2010 byl zpracován v dokumentárním snímku BBC Jig, který je určitým vhledem do života tanečníků světové úrovně.
Celoirský a mezinárodní šampionát (All Ireland and International Championships) organizace An Comhdhail se každoročně koná o Velikonocích. O Velikonocích pořádá svůj Světový a evropský šampionát (World and European Championships) i organizace WIDA (World Irish Dance Association, Světová asociace irského tance), která sdružuje převážně tanečníky z kontinentální Evropy. Nejdůležitější soutěží organizace NAIDF (North American Irish Dance Federation, Severoamerická federace irského tance) je The Nationals.

## Irské tance v Česku
Stejně jako irské hudbě, i irskému tanci se začíná věnovat více pozornosti na sklonku devadesátých let. V roce 1997 byl založen první klub irských tanců v ČR Rinceoirí [rinkojrí], který je dodnes největší taneční skupinou a školou zabývající se irskými tanci v ČR. Teprve několik let poté začaly vznikat další skupiny a školy, nejprve v Praze, později v Brně a Ostravě.
Do českého povědomí se irský tanec dostal díky vystoupení Lord of the Dance a Riverdance v ČR. Irskému tanci se dá v Česku věnovat rekreačně i soutěžně, mnohé skupiny irských tanců pořádají také více či méně profesionální vystoupení pro veřejnost. Česká republika má v současné době 3 držitelky lektorského titulu TCRG, který umožňuje vysílat svěřence na všechny úrovně soutěží v Evropě i ve světě. Těmito lektorkami jsou: zakladatelka taneční školy Luas Dancing School Tereza Bachová, spoluzakladatelka taneční školy inSpiral Dance Company Tereza Bernardová a bývalá členka taneční skupiny Rinceoirí Marie Dernovšková. Mnoho českých tanečníků ale soutěží pod záštitou zahraničních lektorů, například pod TCRG Adrianou Šturdíkovou (Avalon Academy – taneční skupina Coiscéim), či TCRG Leanne Gray (McGahan Lees Academy – taneční skupina Rinceoirí). Každý rok v srpnu se koná Letní škola irských tanců v Praze, která je určena pro pokročilé tanečníky i širší veřejnost. Za účasti českých i zahraničních lektorů ji pořádá Václav Bernard.